# David Cunz
David Cunz (* 11. Dezember 1592 in St. Gallen; † 7. November 1664 ebenda) war Bürgermeister von St. Gallen (Schweiz).

## Leben
David Cunz war der Sohn des Webers Gabriel Cunz (* 8. August 1548 in St. Gallen; † 28. August 1604 ebenda) und dessen Ehefrau Anna (* Juli 1560; † 25. Juli 1641 in St. Gallen), Tochter des Kaspar Thümbacher.
Er war Zinngiesser und Mitglied der Schmiedezunft; von 1626 bis 1629 war er Zunft- und Altzunftmeister.
Von 1630 bis 1652 war er Ratsherr und Mitglied des Kleinen Rats von St. Gallen. Von 1652 bis 1664 war er dort im Wechsel mit Kaspar Friederich, Silvester Hiller (gewählt 1654), Hans Joachim Friedrich (gewählt 1655), Hans Joachim Haltmeyer (gewählt 1660) und Friedrich Buchmann (gewählt 1663) im Dreijahresturnus Reichsvogt, Amtsbürgermeister und Altbürgermeister.
David Cunz heiratete 1613 in erster Ehe Ursula (12. Dezember 1582 in St. Gallen; † 5. Juni 1647 ebenda), Tochter des Joachim Vonwiller (1553–1620); gemeinsam hatten sie einen Sohn:
- Jakob Cunz (* 15. Februar 1622 in St. Gallen; † 7. Dezember 1681 ebenda), verheiratet mit Judith Högger (* 13. Januar 1625 in St. Gallen; † 1. November 1690), Tochter des Sebastian Högger (1592–1643).

Seit 1648 war er in zweiter Ehe mit Elisabeth, geb. Schlumpf, Witwe des Hans Jacob Spengler, Kanzleisubstitut verheiratet. Sie brachte einen Sohn mit in die Ehe ein, Johannes Spengler, der später ebenfalls Bürgermeister in St. Gallen wurde.
1655 heiratete er in dritter Ehe Barbara (* 2. November 1592; † 22. April 1678), geb. Fitler, Witwe des Heinrich Rothmund, Vogt von Bürglen und Ratsherr, verheiratet.

## Schriften (Auswahl)
- Johannes Wirz, Theologe; Sebastian Högger, Pfarrer; Sebastian Schobinger, Stadtarzt und Bürgermeister von St. Gallen; Christoph Buffler, Stadthauptmann zu St. Gallen; David Cunz, Reichsvogt und Bürgermeister in St. Gallen; Christoph Hoffmann; Melchior Locher; Jakob Hoffmann, Pfarrer in St. Gallen; Bartholomäus Anhorn, Pfarrer; Jacob Brüllisauer; Heinrich Fels; Johann Konrad Fels; Hans Heinrich Wirz, Pfarrer; Jakob Wiedenkeller, Pfarrer: Methodus loci communis theologici de invocatione religiosa. Dissertation Hohe Schule Zürich, 1645.